# 日墺修好通商航海条約
日墺修好通商航海条約（にちおうしゅうこうつうしょうこうかいじょうやく、ドイツ語: Freundschafts-, Handels- und Schifffahrtsvertrages zwischen Österreich-Ungarn und Japan）は、日本とオーストリア＝ハンガリー帝国との間で1869年10月18日（明治2年9月14日）に締結された条約。これによって両国の国交が開かれた。
しかし同時に、欧米列強による日本に対する不平等条約の集大成とも言われている。
なお、ハンガリーの略表記である「洪（きょう）」を加えて「日墺洪（にちおうきょう）修好通商航海条約」と表記する場合もある。

## 概要
アジア諸国との外交関係樹立のため、日本を訪れたオーストリアの全権公使アントン・フォン・ペッツ男爵と日本の外務卿澤宣嘉・外務大輔寺島宗則の間で締結され、1872年1月12日（明治4年12月3日）に批准書の交換が行われた。
この条約の締結にはイギリス公使ハリー・パークスの仲介があったが、この条約には安政条約以来欧米各国が江戸幕府及び明治政府と締結した全ての不平等条約の規定の中で最も有利な条件が反映され、その内容は各国が日本と結んだ条約の最恵国待遇の規定によって全ての列強に対して適用されることとなった。
特に領事裁判権の分野では日本側に最も不利な規定となり、結果的にはそれが他の欧米列強にも自動的に適用されることとなった。これによって、欧米による日本に対する不平等条約の強制が完了したと言える。
なお、この条約では、従来は開港場を神奈川とするとしていた規定が、初めて実際の開港場である横浜に変更された。